# 下蔦松
下蔦松，是臺灣嘉義縣東石鄉的一個傳統地域名稱，位於該鄉東部略偏北。相較於今日行政區，其範圍大致為蔦松村西北半部不含其西南側邊界地帶、下揖村東南端。

## 歷史
台灣日治初期，下蔦松地區為一街庄（舊制街庄），稱為「下蔦松庄」，隸屬於大坵田西堡。該庄昔日西北、北及東北分別隔樸仔腳溪（今名朴子溪）與下揖仔藔庄、頂揖仔藔庄、林內庄為界，東南邊為湖底庄，南邊一小段為港墘庄，西南邊為圍仔內庄。
1901年（日治明治三十四年）11月11日，全台設置二十廳，該庄隸屬於嘉義廳。1904年（明治三十七年）2月20日，該庄編入「港墘區」，隸屬於嘉義廳。1905年（明治三十八年）7月1日，各區管轄區域調整，該庄仍隸屬於嘉義廳的「港墘區」。1909年（明治四十二年）10月25日，全台整併二十廳為十二廳，該庄仍隸屬於嘉義廳。1910年（明治四十三年）1月18日，各區管轄區域調整，該庄仍隸屬於嘉義廳的「港墘區」。1920年（大正九年）10月1日，全台廢十二廳改設五州二廳，該庄改制為「下蔦松」大字，隸屬於臺南州東石郡東石庄（新制街庄）。
戰後東石庄改制為東石鄉，隸屬於臺南縣，大字亦改制為村。1950年（民國39年）10月25日，雲、嘉、南分治，東石鄉改隸屬於嘉義縣。

## 聚落
本地區發展較早的聚落為下蔦松，在日治期初期的官方地圖上已有記載。

## 交通
鄉道嘉7線是四股至港墘的道路，經過本地區西南部邊界地帶。
鄉道嘉12線是雙連潭至湖底的道路，經過本地區下蔦松聚落。